# Пагадели (Мантова)
Пагадели је насеље у Италији у округу Мантова, региону Ломбардија.
Према процени из 2011. у насељу је живело 45 становника. Насеље се налази на надморској висини од 29 м.